# 伊犁泡囊草
伊犁泡囊草（学名：Physochlaina capitata）为茄科泡囊草属下的一个种。

## 扩展阅读
維基物種上的相關：伊犁泡囊草